# 川尻 (糸満市)
川尻（かわじり）は沖縄県糸満市字糸満と兼城の境界線にまたがる地域。沖縄県道256号豊見城糸満線（旧国道331号）の川尻橋と南東側の市道・兼城橋の間の報得川の西側河川敷の一角にあり、住所も字糸満と兼城にまたがっている（1961年までは糸満町と兼城村の町村境にまたがっていた）。また字糸満内は上之平区と西川区（現県道とかつての旧政府道の間の地域）、字兼城内は大川区の一部となっている。
白銀病院やFMたまんがある国道沿いの部分はかつて海だったが、復帰前の1960年代末に現在の西川町埋め立ての際に埋め立てられ、現在の県道256号（当時は政府道3号線、1972年5月15日の本土復帰後～2017年3月は国道331号）を現在の海側に移した。なお字糸満側はこの部分のみ番地が2000番台に飛んでいる。

## 主要施設
- 白銀病院（住所上は字糸満）
- いとまんコミュニティエフエム放送（FMたまん、住所上は字兼城）

## 交通
沖縄県道256号豊見城糸満線（旧国道331号）が糸満西区や西川町との境界線上に通っているほか、糸満ロータリーを通らずに沖縄県道77号糸満与那原線（照屋・八重瀬町方面）へのアクセス道路として2006年に報得川沿いに市道（都市計画道路）川尻親田原線（通称・まつの木通り）が開通し、より便利になったとともに糸満ロータリーの混雑が少し緩和した（開通前は糸満ロータリーを経由するか近くの狭い市道を通らなければならなかった）。
路線バスは県道256号沿いに糸満入口バス停があり、以下の路線が停車する。
- 81番・西崎向陽高校線（琉球バス交通）
- 89番・糸満（高良）線（琉球バス交通・沖縄バス）
- 107番＆108番・南部循環線（琉球バス交通）
- 189番・糸満空港線（琉球バス交通）

## 隣接する地域
- 糸満
  - 上之平区
  - 西区
  - 新島区
- 西川町
- 兼城
  - 大川区
- 照屋